# Tazzjana Korsch
Tazzjana Aljaksandrauna Korsch (belarussisch Таццяна Аляксандраўна Корж, engl. Transkription Tatsiana Korzh; * 17. März 1993) ist eine belarussische Speerwerferin.

## Sportliche Laufbahn
Erstmals international in Erscheinung trat Tazzjana Korsch beim Europäischen Winterwerfercup 2014 in Leiria, bei dem sie Platz 16 erreichte. 2015 qualifizierte sie sich für die U23-Europameisterschaften in Tallinn und belegte dort im Finale den achten Platz. 2016 war sie für die Europameisterschaften in Amsterdam gemeldet, konnte dort aber wegen einer Verletzung nicht antreten. Zudem qualifizierte sie sich auch für die Olympischen Spiele in Rio de Janeiro. Bei diesen schied sie in der Qualifikation mit 56,16 m aus.
Sie wurde einmal belarussische Meisterin.